# Hamler
Hamler é uma vila localizada no estado norte-americano de Ohio, no Condado de Henry.

## Demografia
Segundo o censo norte-americano de 2000, a sua população era de 650 habitantes.
Em 2006, foi estimada uma população de 671, um aumento de 21 (3.2%).

## Geografia
De acordo com o United States Census Bureau tem uma área de
1,5 km², dos quais 1,5 km² cobertos por terra e 0,0 km² cobertos por água. Hamler localiza-se a aproximadamente 216 m acima do nível do mar.

## Localidades na vizinhança
O diagrama seguinte representa as localidades num raio de 12 km ao redor de Hamler.